# Brenda Russell
Brenda Russell, de son vrai nom Brenda Gordon née le 8 avril 1949 à Brooklyn, New York aux États-Unis est une chanteuse canado-américaine.

## Discographie

### Albums studios
- Brenda Russell (1979)
- Love Life (1981)
- Two Eyes (1983)
- Get Here (1988)
- Kiss Me with the Wind (1990)
- Soul Talkin (1993)
- Paris Rain (2000)
- Between the Sun and the Moon (2004)

### Singles

#### Années 1970
- So Good, So Right
- In The Thick Of It
- Way Back When

#### Années 1980
- If You Love (The One You Lose)
- I Want Love To Find Me
- Two Eyes
- Piano in the Dark
- Get Here
- Gravity
- Le Restaurant
- Just A Believer

#### Années 1990
- Kiss Me With The Wind
- Stop Running Away
- In Over My Heart
- No Time For Time

#### Années 2000
- Catch On
- Walkin' In New York
- You Can't Hide Your Heart From Me
- Something About Your Love
- Make You Smile
- I Know You By Heart